# Alpha Indi
Alpha Indi (Pe Sze, o Persa, 1 Indi), ou Alfa do Índio, é a estrela mais brilhante da constelação do Índio. Possui uma ascensão reta de 20h 37m 33.99s e uma declinação de −47° 17′ 30.0″, e magnitude aparente igual a 3.11. 
Considerando a distância de 101 anos-luz que está da Terra, a Alfa do Índio possui magnitude absoluta igual a 0.65, e pertence à classe espectral K0III.